# M. S. Raghunathan
M. S. Raghunathan (Madabusi Santanam Raghunathan, * 11. August 1941 in Anantapur im Distrikt Anantapur, Andhra Pradesh) ist ein indischer Mathematiker.
Er wuchs in Chennai auf (sein Geburtsort ist der seiner Großeltern) und besuchte dort und in Bangalore die höhere Schule. Sein Vater hatte Physik studierte, stieg dann aber in die Holzhandlung der Familie ein. Raghunathan erwarb den Bachelor-Abschluss am Vivekananda College in Chennai und studierte an der Universität Bombay, an der er 1966 bei M. S. Narasimhan promoviert wurde. Schon seit 1960 forschte er am Tata Institute of Fundamental Research in Bombay und löste dort 1963 ein ihm von Narasimhan gestelltes Forschungsproblem über Deformationen linearer Zusammenhänge und Riemannsche Metriken. Als Post-Doktorand war er ein Jahr am Institute for Advanced Studies. 1966 wurde er Mitglied des Tata Instituts.
Er befasst sich seit den 1970er Jahren mit diskreten Untergruppen von Lie-Gruppen, damit zusammenhängenden Starrheitsproblemen und Anwendungen in der Zahlentheorie. Insbesondere trug er teilweise mit seinem Schüler Gopal Prasad zum Problem der Kongruenzuntergruppen bei. Er formulierte die Oppenheim-Vermutung über die Werte irrationaler, indefiniter quadratischer Formen in ein ergodentheoretisches Problem („jeder beschränkte SO(2,1)-Orbit in SL(3,R)/SL(3,Z) ist abgeschlossen“) um, welches später von Margulis gelöst wurde. Eine allgemeinere Version dieser Vermutung wurde als Raghunathan-Vermutung bekannt und Ende der 80er Jahre von Ratner bewiesen. Der Satz von Ratner (die frühere Raghunathan-Vermutung) hat Anwendungen in zahlreichen Gebieten der Mathematik.
Er ist Fellow der Royal Society (2000), der American Mathematical Society und der Third World Academy of Sciences. 1977 erhielt er den Shanti Swarup Bhatnagar Prize for Science and Technology in Mathematik.
Er ist in Indien seit 1983 Mitglied des National Board of Higher Mathematics (NBHM) und wurde 1987 dessen Vorsitzender. 1987 organisierte er eine internationale Konferenz zu Ehren Ramanujans in Chennai. Er ist im Vorstand des Mehta Research Institute in Prayagraj und Mitglied des Executive Committee der International Mathematical Union. 2010/11 und 2011/12 war er im Abel-Preis-Komitee. 2018 war er im Preiskomitee der Fields-Medaille.

## Schriften
- Discrete Subgroups of Lie Groups (= Ergebnisse der Mathematik und ihrer Grenzgebiete. 68). Springer, Berlin u. a. 1972, ISBN 3-540-05749-8 (das Buch wurde auch ins Russische übersetzt: М. Рагунатан: Дискретные подгруппы групп Ли. Мир, Moskau 1977).
- mit Howard Garland: Fundamental domains for lattices in ({\displaystyle R}-)rank 1  semisimple Lie groups. In: Annals of Mathematics. Serie 2, Band 92, Nummer 2, 1970, S. 279–326, JSTOR:1970838.
- mit Gopal Prasad: Topological central extensions of semi-simple groups over local fields. I: In: Annals of Mathematics. Serie 2, Band 119, Nummer 1, 1984, S. 143–201, JSTOR:2006967; II: In: Annals of Mathematics. Serie 2, Band 119, Nummer 2, 1984, S. 203–268, JSTOR:2007040.
- mit Alexander Lubotzky, Shahar Mozes: The word and Riemannian metrics on lattices of semisimple groups. In: Publications Mathématiques de l’Institut des Hautes Scientifiques. Band 91, 2000, S. 5–53, doi:10.1007/BF02698740.